# Налево от лифта
«Нале́во от ли́фта» (фр. À gauche en sortant de l'ascenseur) — французская комедия положений с Пьером Ришаром в главной роли.

## Сюжет
Ян и Борис живут по соседству. Ян Дюкудре (Пьер Ришар) — застенчивый художник, давно влюблённый в красивую замужнюю блондинку Флоранс Арно (Фанни Коттансон). Он долго не решался пригласить её на свидание, но, в конце концов, на своём вернисаже, решился. На этом же вернисаже появляется темпераментный сосед Яна, тоже художник, Борис (Ришар Боренже). Он совсем измучил свою жену, молодую красавицу Еву (Эммануэль Беар), постоянным недоверием и ссорами, и сейчас снова учинил скандал, приревновав её к кому-то из посетителей.
В день свидания Яна случилось так, что Борис забыл свой кейс, и его полуголая жена выбежала за ним с кейсом на площадку к лифту. Дверь квартиры Бориса и Евы постоянно захлопывалась от сквозняков, что случилось и в этот раз. Полуобнажённой красотке больше ничего не остаётся, как искать убежища в квартире Яна. Чтобы помочь соседке, Ян лезет на соседский балкон, однако тут на пороге возникает Борис, который вспомнил о кейсе. А в квартиру Яна в этот же момент звонит по телефону его возлюбленная, на звонок которой отвечает Ева и нечаянно даёт понять собеседнице, что она раздета.
Борис приходит в ярость при виде Яна в своей квартире, Яну едва удаётся сбежать.
Но это всего лишь начало весьма курьёзной ситуации, всё начинает быстро закручиваться. Из-за непрекращающегося скандала возникает масса забавных ситуаций и недоразумений. Борис устраивает целый театр сюр, в который оказались втянуты Ян, Флоранс, её муж Андре, друг Яна, двое полицейских, а также чернокожая горничная Марильда, которая вдобавок оказалась любовницей Бориса.
В итоге Борис попросил прощения у жены, пожелал удачи Марильде в её личной жизни, которую решил утешить друг Яна. Флоранс, уличив мужа в очередной измене, разводится с ним, и они с Яном наконец воссоединяются.

## В ролях
- Пьер Ришар — Ян Дюкудре, художник
- Ришар Боренже — Борис, художник, сосед Яна
- Эммануэль Беар — Ева, супруга Бориса
- Фанни Коттансон — Флоранс Арно, супруга Андре и возлюбленная Яна
- Пьер Вернье — Андре Арно, супруг Флоранс
- Жан-Мишель Дюпуи — друг Яна
- Мишель Кретон — бригадир полиции
- Эрик Блан — полицейский-стажёр
- Мирей Одибер — дама в галерее
- Мартина Максимен — Марильда, соседка Яна и Бориса
- Айна Валле — Наташа, подруга Флоранс
- Эдуар Молинаро — мужчина у лифта